# Арсеник и стари дантели (филм)
„Арсеник и стари дантели“ (на английски: Arsenic and Old Lace) е американска черна комедия от 1944 г. на режисьора Франк Капра, а сценарият е на Джулиъс и Филип Епщайн, който е адаптация на едноименната пиеса от 1941 г., написана от Джоузеф Кеселринг. Във филма участват Кари Грант, Реймънд Маси, Питър Лори, Присила Лейн, Джак Карсън, Джозефин Хъл и Джийн Адеър. Договорът с продуцентите на пиесата потвърдиха, че филмът няма да излезе, докато Броудейската игра не е приключила. Оригиналната планирана премиера е насрочена за 30 септември 1942 г. Пиесата беше страхотен удар, който продължаваше три години и половина, така, че филмът не е пуснат до 1944 г.

## Актьорски състав
- Кари Грант – Мортимър Брюстър
- Присила Лейн – Илейн Брюстър
- Джозефин Хъл – леля Аби Брюстър
- Джийн Адеър – леля Марта Брюстър
- Реймънд Маси – Джонатан Брюстър
- Питър Лори – доктор Хърман Айнщайн
- Джон Александър – „Теди Рузвелт“ Брюстър
- Джак Карсън – полицай Патрик О'Хара
- Джон Риджъли – полицай Сандърс
- Едуард МакНамара – полицейски сержант Брофи
- Джеймс Глийсън – полицейски лейтенант Руни
- Едуард Еверет Хортън – господин Уидърспун
- Грант Мичъл – пребодобния Харпър
- Воън Глейзър – съдия Кълман
- Честър Клют – доктор Гилчрист
- Едуард МакУейд – господин Гибс, старецът
- Гари Оуен – Таксиметров шофьор
- Чарлс Лейн – първият репортер
- Ханк Ман – вторият репортер с камера